# Игонин, Владимир Панфилович
Владимир Панфилович Игонин - (27 октября 1931— 17 июля 1982) — передовик советского сельского хозяйства, комбайнёр совхоза «Хмелевский» Мелекесского района Ульяновской области, Герой Социалистического Труда (1973).

## Биография
Родился в 1931 году в селе Лесная Хмелёвка, Мелекесского района Ульяновской области в крестьянской семье. Его отец, Игонин Панфил Макарович, славился своим трудолюбием, был одним из лучших колхозников.
В 1938 году Владимир Игонин поступил в первый класс Лесохмелёвской семилетней школы и закончил её в 1945 году. Позже окончил Мелекесскую школу механизаторов. По возвращении в родной колхоз имени Кирова стал работать трактористом широкого профиля, затем механизатором в свекловодческом звене Григория Тимофеевича Бычкова. 
За добросовестный труд, высокие показатели в производстве сельскохозяйственных культур был награждён двумя орденами Трудового Красного Знамени. 
Указом Президиума Верховного Совета СССР от 7 декабря 1973 года за достигнутые производственные показатели, широкое применение достижений науки и передового опыта Владимиру Панфиловичу Игонину было присвоено звание Героя Социалистического Труда с вручением ордена Ленина и медали «Серп и Молот».
В 1975 году Владимир Панфилович стал делегатом XXV съезда КПСС, а позднее съезда кооператоров в Москве. Пользовался заслуженным авторитетом среди односельчан, был любимым и уважаемым наставником молодёжи.
Работал до последнего дня своей жизни. Умер после тяжёлой непродолжительной болезни 17 июля 1982 года. Похоронен на сельском кладбище в селе Лесная Хмелёвка.

## Семья
- Супруга - Анна Афанасьевна Игонина;
- Сын - Николай Владимирович Игонин (водитель ООО «Русь -Нефть»);
- Дочь - Татьяна Владимировна Игонина (работник бухгалтерской службы ООО «Хмелевский»).

## Награды
- золотая звезда «Серп и Молот» (07.12.1973)
- Орден Ленина (07.12.1973)
- Орден Трудового Красного Знамени (1971)
- Орден Трудового Красного Знамени (1972)
- другие медали.

## Память
Муниципальное бюджетное общеобразовательное учреждение с. Лесная Хмелёвка Мелекесского района носит имя Героя Социалистического Труда Владимира Панфиловича Игонина.